# Mihály Sztárai

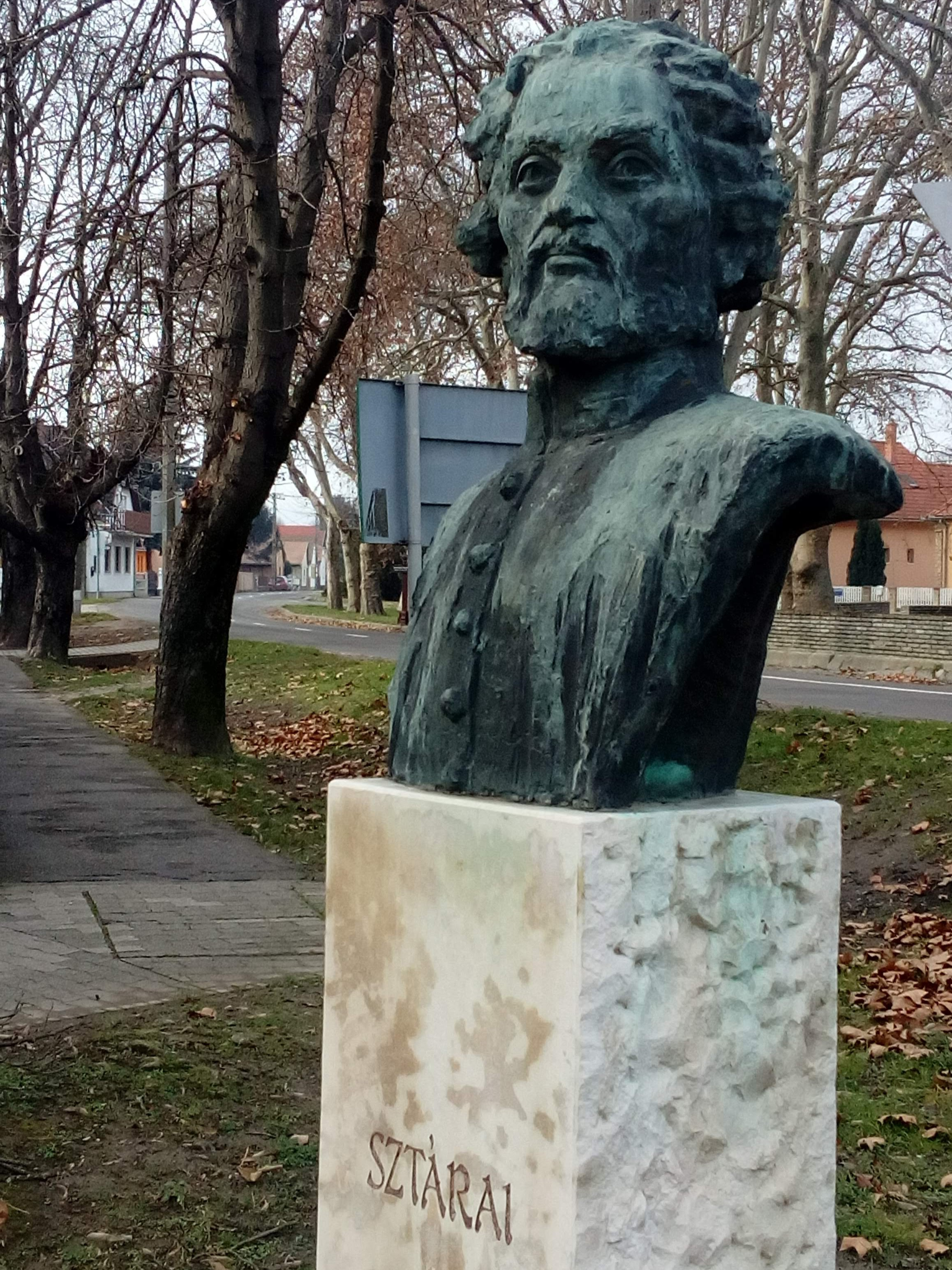
Mihály-Sztárai-Büste in Harkány

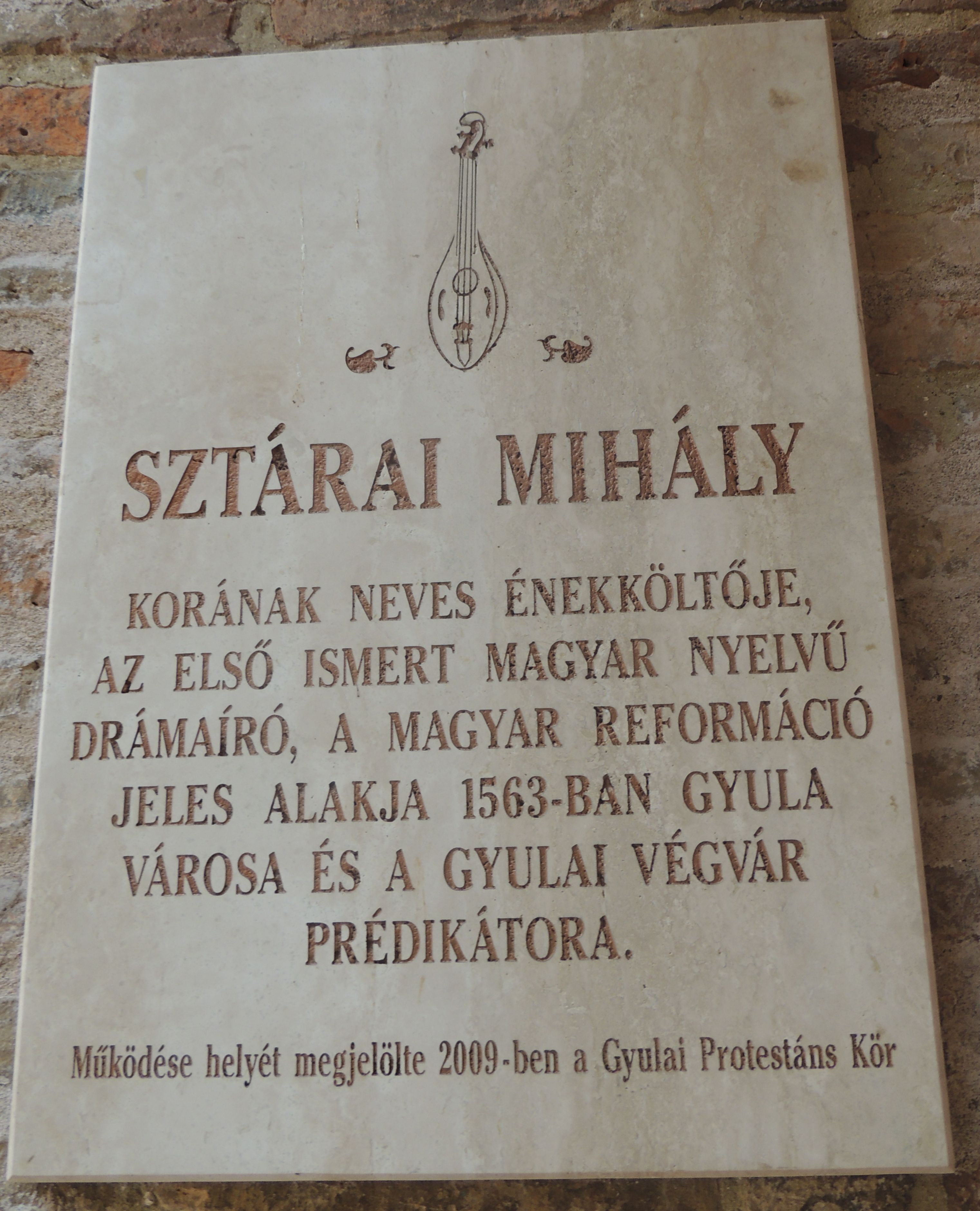
Gedenktafel für Mihály Sztárai in Gyula

Mihály Sztárai (kroatisch Mihael Starin) († 1575) war ein ungarischer Reformator.

## Leben
Sztárai schloss seine Schulausbildung in Sárospatak ab und wurde dann Franziskaner. Aufgrund seines Talents schickte ihn der Orden nach Padua, um dort Universitätsstudien zu absolvieren. Dort erhielt er auch eine Ausbildung in Musik und Gesang. Er lernte die Lehren Luthers kennen und fühlte sich stark von diesen angezogen. Um 1530 schloss er sich der Reformation an. Er gründete über hundert evangelische Gemeinden in Südungarn und Slawonien. Weiterhin verfasste er zahlreiche Liedtexte und hat wahrscheinlich auch einige der Melodien komponiert. Weiterhin schuf er eine Reihe von Theaterstücken, die zu den ersten in ungarischer Sprache gehörten.
In Ungarn sind drei Schulen nach ihm benannt, in Pécs, Siklós und Tolna.
Er wird gelegentlich mit dem Komponisten Mihály Sztáray aus dem 18. Jahrhundert verwechselt.